# Baie de Chesapeake
Pour les articles homonymes, voir Chesapeake.
La baie de Chesapeake est le plus grand estuaire des États-Unis qui s'étend entre les États de la Virginie et du Maryland. La baie se trouve sur la côte Est et donne dans l’océan Atlantique. Elle fut le théâtre, le 5 septembre 1781, d'une bataille navale décisive lors de la guerre d'indépendance des États-Unis.

## Géographie et géologie

### Géographie

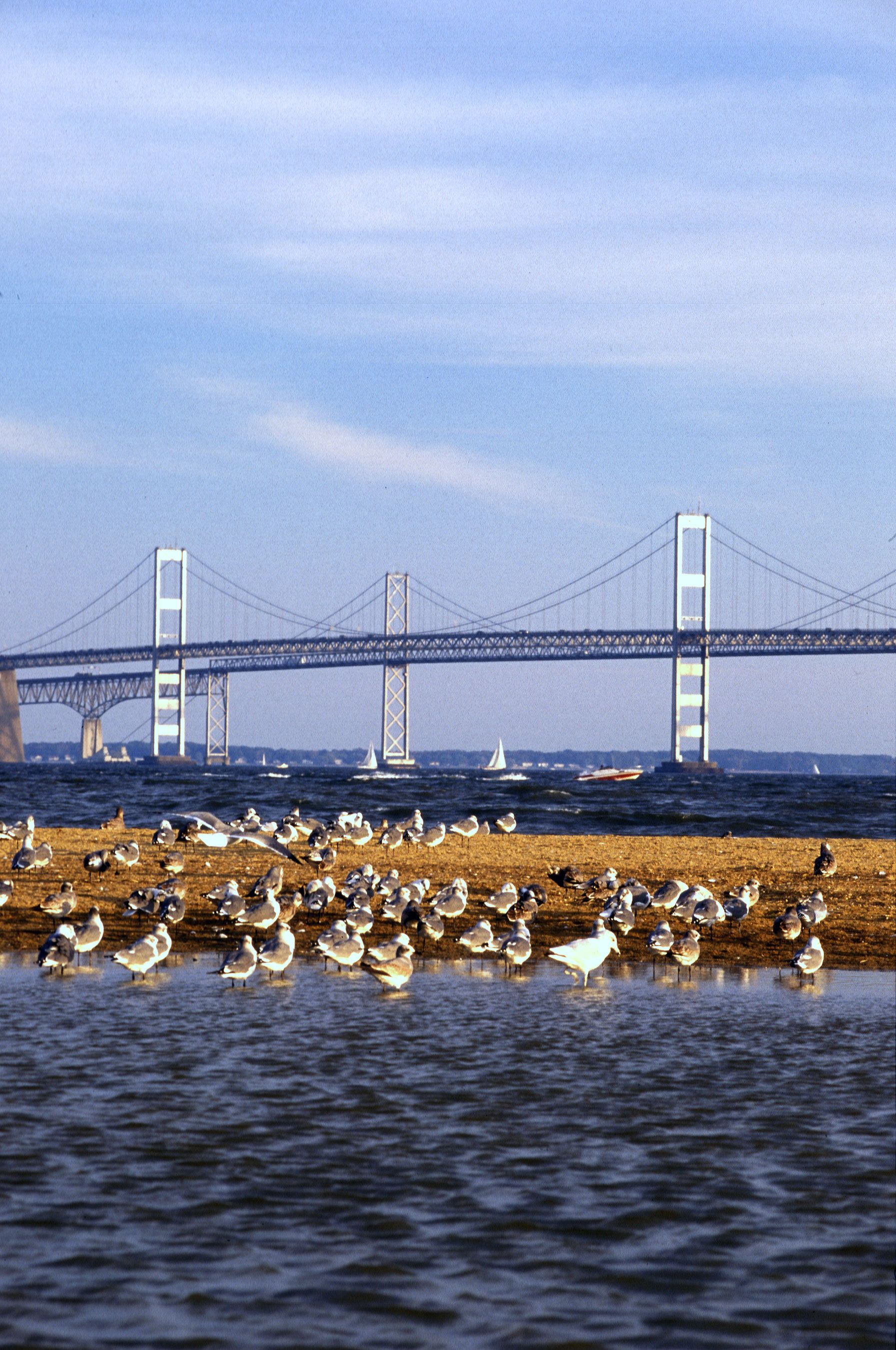
Vue de la baie de Chesapeake.

Le bassin de l’estuaire couvre 166 534 km2 et il est arrosé par plus de 150 rivières ou fleuves dont les plus importants sont la Susquehanna, le Potomac, le James River, le Rappahannock, le Patuxent, le Choptank, le Nanticoke et le Pocomoke. Le bras principal de la baie fait environ 300 km de long, s'étendant de la Susquehanna au nord jusqu’à l’océan au sud. Sa largeur va de 6,4 km (au large d’Annapolis) à 50 km (à l'embouchure du Potomac).
La baie est fermée au sud par le cap Henry et au nord par le cap Charles.
Au total, les rivages de la baie couvrent 18 800 kilomètres et la surface de celle-ci et de ses principaux affluents est de 11 600 km2. La plus grande partie de la baie est très peu profonde (moins de 2 mètres de profondeur sur plus de 2 800 km2, 9 mètres en moyenne).
La baie elle-même est située dans deux États différents, le Maryland et la Virginie. La baie peut être traversée par voie routière à deux emplacements : sur la partie nord par le pont de la baie de Chesapeake et à son extrémité sud par le pont-tunnel de Chesapeake Bay.

### Géologie
La baie est un aber de la rivière Susquehanna. Sa forme a été très probablement affectée par l’impact d’une météorite de 2 à 5 km de diamètre, survenu à la fin de l’Éocène, il y a 35 millions d’années, et dont le cratère d'impact a été découvert en 1983. Ce cratère, de 85 km de diamètre, se situe aujourd'hui entre 300 m et 500 m sous le fond de la baie.
Une partie des côtes de la baie est bordée par des falaises taillées par le recul des eaux il y a quelques millions d’années. Ces falaises sont très connues pour les nombreux fossiles qu’on y trouve (en particulier, des dents de requins que l’on peut facilement découvrir sur les plages environnant les falaises).

## Histoire
La première carte détaillée de la baie de Chesapeake date de 1612, établie à la suite d'une expédition d’une douzaine de personnes menée par le capitaine John Smith (alors installé dans la colonie de Jamestown) en 1607 et 1608.
La baie fut le berceau de l'esclavage aux États-Unis, la disposition des lieux étant favorable aux immenses plantations de tabac, dont celles de Thomas Culpeper, William Fairfax, William Berkeley, Frances Berkeley et George Washington.
Le 5 septembre 1781, pendant la guerre d'indépendance des États-Unis, une flotte française commandée par l’amiral de Grasse repousse, à l'entrée de la baie, la Royal Navy qui cherchait à briser l'encerclement de Yorktown. Cette victoire française est une contribution essentielle à la victoire américaine à Yorktown le mois suivant et à l'indépendance des États-Unis.

## Écologie

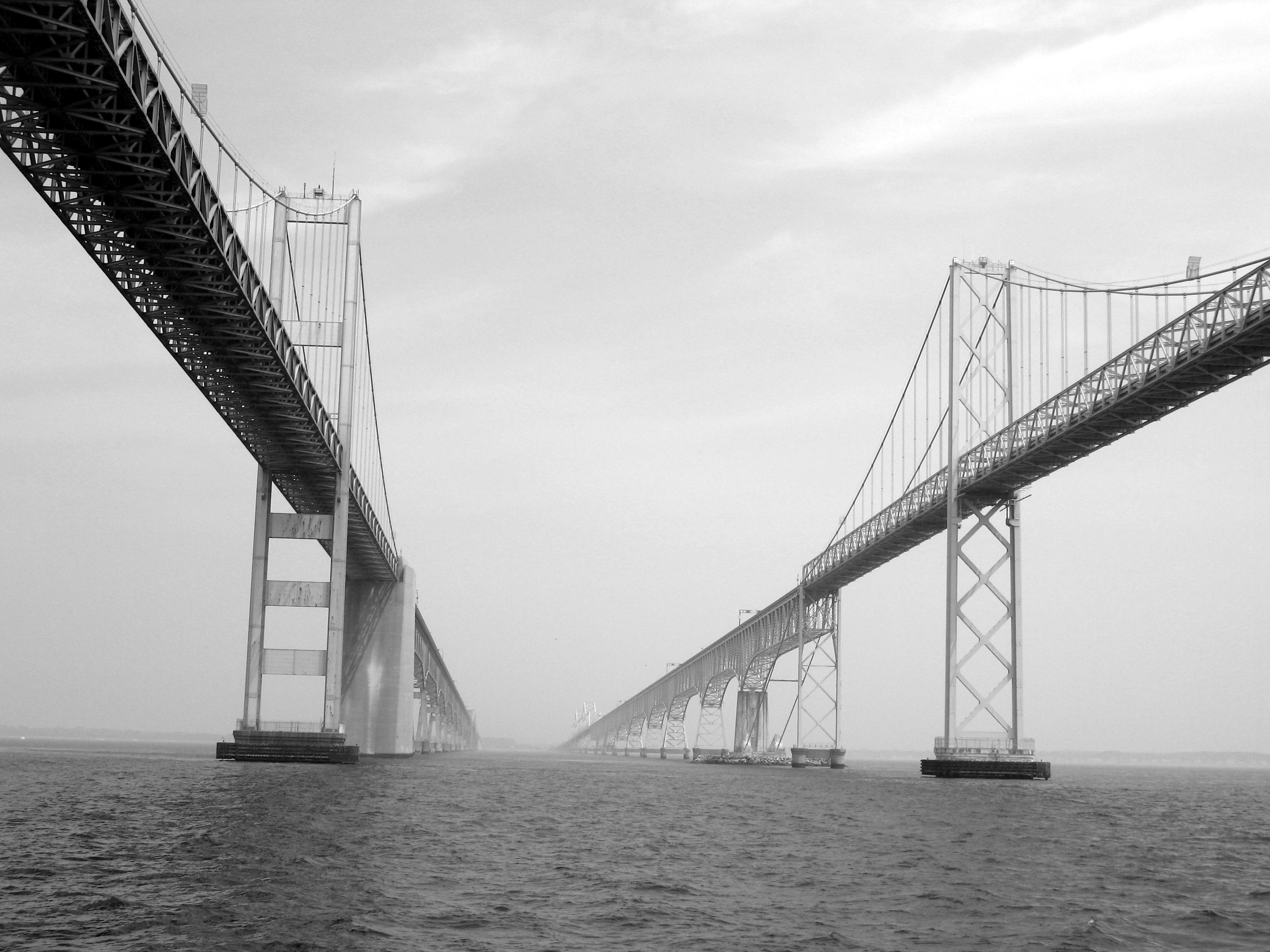
Vue de la baie de Chesapeake.

Le climat de la région est de type façade orientale de continent avec des étés chauds et humides et des hivers doux et pluvieux.
Historiquement, le mot Chesepiooc vient de l’algonquin signifiant « bonne zone de pêche ». En effet, la baie était alors connue pour sa grande variété de poissons et de fruits de mer (en particulier les crabes, les huîtres et les anguilles), provoquant même la construction d’un type de bateau de pêche spécial, nommé Skipjack, destiné à la récolte des huîtres. De nos jours, la baie est bien moins productive, à cause de la pollution venant des zones urbaines (principalement sur la rive ouest) et des cultures (de la rive est). La récolte annuelle de poissons et de fruits de mer se monte en moyenne à 40 000 tonnes par an.
Dans les années 1970, la baie connaît le triste privilège d’être le premier endroit de la planète déclaré marine dead zone, c’est-à-dire que l'hypoxie (manque d'oxygène) des eaux est telle qu’aucune vie ne peut s’y développer. De grandes surfaces d’algues se forment, empêchant la lumière du soleil d’atteindre le fond des eaux. La perte de toute vie végétale a eu un lourd impact sur la faune maritime.
Les efforts combinés des gouvernements locaux et fédéraux ainsi que de la fondation Chesapeake Bay Foundation pour restaurer ou (tout du moins) maintenir la qualité de l’eau produisent actuellement des résultats mitigés, le principal problème venant du fait que la plupart des entreprises polluant les eaux de la baie se trouvent très en amont.